# サムライスピリッツ 天草降臨
『サムライスピリッツ 天草降臨』（サムライスピリッツ あまくさこうりん）は、エス・エヌ・ケイが1996年10月25日にリリースしたネオジオ対応の業務用コンピュータゲーム。ジャンルは対戦型格闘ゲーム。『サムライスピリッツ』シリーズ第四作目。欧題は『SAMURAI SHODOWN IV AMAKUSA'S REVENGE』。ROM容量は378メガ（ビット）。
PlayStationでは『サムライスピリッツ 天草降臨SPECIAL』（サムライスピリッツ あまくさこうりんスペシャル）、ネオジオポケットでは『サムライスピリッツ!』のタイトルでアレンジ移植されている（後述）。

## 概要
本作の時代背景は「『サムライスピリッツ 斬紅郎無双剣』（以下『斬紅郎無双剣』）の後、『真SAMURAI SPIRITS 覇王丸地獄変』（以下『真』）の前の話」という設定になっている。そのため、一部の登場ステージが『斬紅郎無双剣』のものと同じステージが存在したり、一部のグッドエンド（後述）の展開が『真』のストーリーとつながっていたりする。
本作には各キャラクターごとにライバルキャラクターが設定されており、これはCPU戦における最終ボスとして登場する。CPU戦およびそのランキングは前作までのスコア制が廃止されてクリアタイムを競うタイムアタック制に変更（クリアタイムは各キャラクターごとにランク付けされる）。また本作では各キャラクターごとに異なる制限時間内に6人のCPUを倒すか否かでエンディングが分岐するようになっており、制限時間内にノルマの6人を倒せないと前述のライバルキャラクターが天草（悪）を倒してしまい、ライバルキャラクターとの戦いの後はバッドエンドとなる。6人のCPUを制限時間内に倒せればその後「天草四郎時貞（悪）」と「壬無月斬紅郎」（中ボス）、「ライバルキャラクター」（最終ボス）と続けて戦い、この3人を倒せばグッドエンド（キャラクター別のエンディング）となる。

## システム
基本的には前作『斬紅郎無双剣』のシステムを踏襲しつつ、空中ガードや怒り溜めの廃止など、システムが変更。また、連斬という連続技システムや断末奥義というフィニッシュのみに決める演出などが導入されている。
前作に引き続き「ナコルル」と「リムルル」は胴体切断が起こらない。また、断末奥義の条件を満たしても断末奥義フィニッシュはできない。

## 登場人物

### 通常キャラクター
風間火月
声　- 山西惇
新キャラクター。風間三兄弟の次男であり、風間流忍術の使い手で炎を操る忍術を使う。猪突猛進で熱くなりやすい性格。炎のような逆立った髪が特徴。衣装は兄の蒼月と色違いの同じ衣装を纏っている。さらわれた妹の葉月を助けるために風間忍軍を抜け、「抜け忍」となる。蒼月のライバルキャラクター。
風間蒼月
声 - 及川直紀
新キャラクター。風間三兄弟の長男であり、里で一番の風間流忍術の使い手で水を操る忍術を使う。沈着冷静な性格の冷たい美形で、弟の火月とは容姿も性格も正反対のキャラクターとなっている。火月が抜け忍となったことで「追い忍」となり風間忍軍から火月の始末の任務を任されることになる。火月のライバルキャラクター。
緋雨閑丸
声 - 金田美穂

首斬り破沙羅
声 - 野中政宏
骸羅のライバルキャラクター。
花諷院骸羅
声 - 渡辺健
本作から花諷院和狆の養子に設定変更された。破沙羅のライバルキャラクター。
覇王丸
声 - 臼井雅基
閑丸、幻十郎、シャルロットのライバルキャラクター。
橘右京
声 - 矢野栄路
狂死郎のライバルキャラクター。
ナコルル
声 - 生駒治美

リムルル
声 - 松本恵

ガルフォード
声 - 小市慢太郎
本作では羅刹でも演出でのみパピィが登場する。タムタムのライバルキャラクター。
服部半蔵
声 - 新居利光
十兵衛、天草（善）のライバルキャラクター。
千両狂死郎
声 - モンスター前塚
本作でも前作と同じく修羅は白い肌、羅刹はそれ以外の色。右京のライバルキャラクター。
牙神幻十郎
声 - コング桑田
覇王丸、ナコルル、リムルルのライバルキャラクター。
シャルロット
声 - 生駒治美
『真』からの復活キャラクター。『SAMURAI SPIRITS』（以下『初代』）と同様のセミロングヘアに変更された。
柳生十兵衛
声 - 小林清志
『真』からの復活キャラクター。衣装が変更された。半蔵のライバルキャラクター。
タムタム
声 - 稲毛一弘
『初代』からの復活キャラクター。髪が『初代』から長くなり、衣装デザインも一部変更された。エンディングにはチャムチャムが登場する。ガルフォードのライバルキャラクター。
天草四郎時貞
声 - 矢野栄路
本作ではプレイヤー専用キャラクターとして「善」の天草が登場する（このため、「天草四郎時貞（善）」とも表記される）。CPUが操る天草は後述の「悪」として登場する。

### ボスキャラクター
天草四郎時貞（悪）
声 - 矢野栄路
1人目のボス。外見は修羅の1Pが青白い肌になった姿。全機種においてCPU専用キャラクター。プレイヤーキャラクターと対決するときは必ず逆の剣質で登場する。
壬無月斬紅郎
声 - 伊藤えん魔
2人目のボス。業務用とネオジオROM版、およびそれをベースにした移植版ではCPU専用キャラクター。ネオジオCD版、セガサターン版、PlayStation版ではVSモードで使用可能。ネオジオポケット版ではストーリーモードでも使用可能。

### 一部家庭用のみの追加キャラクター
チャムチャム
PlayStation版『SPECIAL』のVSモードのみ登場。羅刹ではパクパクを連れていない。
色
ネオジオポケット版『サムライスピリッツ!』のみ隠しキャラクターとして登場。

## 移植作品
ネオジオROM版（1996年11月29日発売）
アーケード版の完全移植。
ネオジオCD版（1996年12月27日発売）
対戦とプラクティスのみ「壬無月斬紅郎」が使用可能。
セガサターン版（1997年10月2日発売）
拡張RAMカートリッジ対応、同梱版も同時発売。ネオジオCD版がベース。
1998年8月6日に『サムライスピリッツ ベストコレクション』としてセガサターン版『斬紅郎無双剣』とのカップリングで再発売されている。
PlayStation版『サムライスピリッツ天草降臨SPECIAL』（1997年12月25日発売）
レイティングはCERO：B（12才以上対象）。
VSモード限定で、使用キャラクターに「チャムチャム」が追加されている。またVSモードの「壬無月斬紅郎」のカラーバリエーションも前作『斬紅郎無双剣』同様に4色になっている（ネオジオCD版とセガサターン版は2色のみで修羅も羅刹も同じ色）。
2003年4月24日には廉価版「SNKベストコレクション」で再発売され、2007年6月28日にはゲームアーカイブスで配信開始。
ネオジオポケット版『サムライスピリッツ!』（1998年12月25日発売）
ネオジオポケット（モノクロ）の「ポケット格闘シリーズ」として発売されたアレンジ移植。『天草降臨』がベースだがキャラクターはデフォルメされており、タイムアタック要素は無い。登場キャラクターは「シャルロット」、「千両狂死郎」、「タムタム」、「首斬り破沙羅」、「花諷院骸羅」が削除されているが、独自の隠しキャラクターとして「色」が2D作品では初めて登場している。ネオジオポケットクリスタルとセットになった限定スペシャルBOXも同時発売された。
PlayStation 2 / Wii版『サムライスピリッツ 六番勝負』（2008年7月24日発売）
レイティングはCERO：B（12才以上対象）。
シリーズ6本のカップリング作品。本作はネオジオ版準拠の移植。PS2版はネオジオオンラインコレクションの1作で、オンライン対戦することができた（現在はオンラインサービスは終了している）。Wii版はオンライン対戦ができない代わりに、ミニゲームが用意されている。
Wii バーチャルコンソール版（2012年2月14日発売）
レイティングはCERO：B（12才以上対象）。
ネオジオ版が配信されている。
アケアカNEOGEO
レイティングはCERO：B（12才以上対象）。
アケアカNEOGEOの1作品としてNintendo Switch版は2017年4月13日、PlayStation 4・Xbox One版は2018年4月19日、iOS・Android版は2021年11月30日にそれぞれ配信された。
Nintendo Switchパッケージソフト『アケアカNEOGEO セレクション Vol.6』 （2025年8月7日）
レイティングはCERO：B（12才以上対象）。
収録ソフトの一つ。内容はアケアカNEOGEO版と同等。

## 雑記
- 前作同様、韓国版（タイトルは『覇王伝説 LEGEND OF A WARRIOR』）では「花諷院骸羅」が韓国人の「キム・ウンチェ」（金雄載）という設定に変更されている。なお、「キム・ウンチェ」は移植版『サムライスピリッツ 天下一剣客伝』では隠しキャラクターとして登場する。
- ストーリーの中心は「風間兄弟」（蒼月、火月）。ただし、プレイヤーセレクトでは1P側の初期カーソルは「覇王丸」に合わせられている（2P側の初期カーソルも覇王丸に合わせられている）。
- キャラクターイラストは白井影二が担当。